# Ligne Keiō Keibajō
La ligne Keiō Keibajō (京王競馬場線, Keiō Keibajō-sen) est une courte ligne ferroviaire de la compagnie privée Keiō à Fuchū dans la préfecture de Tokyo au Japon. Elle relie la gare de Higashi-Fuchū à celle de Fuchūkeiba-seimommae. C'est une branche de la ligne Keiō.

## Histoire
La ligne a été inaugurée le 29 avril 1955.

## Caractéristiques

### Ligne
- longueur : 0,9 km
- écartement des voies : 1 372 mm
- nombre de voies : double voie
- électrification : 1 500 Vcc

### Tracé
|  |

### Liste des gares
La ligne ne comporte que 2 gares.
| Numéro | Gare                 | Nom japonais   | Distance (km) | Correspondances                    | Ville |
| ------ | -------------------- | -------------- | ------------- | ---------------------------------- | ----- |
| KO-23  | Higashi-Fuchū        | 東府中         | 0             | Keiō : Ligne Keiō (interconnexion) | Fuchū |
| KO-46  | Fuchūkeiba-seimommae | 府中競馬正門前 | 0,9           |                                    | Fuchū |